# James Madison
James Madison (1751. március 16. – 1836. június 28.) az Amerikai Egyesült Államok 4. elnöke, az Alapító atyák nemzedékének tagja. Elnöki hivatalát két cikluson át, 1809 és 1817 között töltötte be. Madison az Egyesült Államok mindmáig legalacsonyabb elnöke vékony, állandóan betegeskedő, sötét ruhákat viselő férfi volt; mégis korának egyik legnagyobb politikusa.

## Családja és életének első szakasza
A Virginia állambeli Port Conwayben született 1751. március 16-án. (Az akkor érvényben lévő Juliánus-naptár szerint március 5-e.) Ősei még a 17. században hagyták el Angliát. Apja, a vele azonos nevű James Madison ültetvényes és rabszolgatartó volt, anyja Eleanor Rose Conway. 12 testvére közül ő volt a legidősebb, de testvérei közül csak hét érte meg a felnőttkort. Tanulmányait a Princetoni Egyetemen (akkori nevén College of New Jersey) végezte, ahol 13 hónap alatt sajátította el a négy év anyagát. Itt ismerkedett meg a felvilágosodás műveivel és ideológiájával.

## Politikai karrierje (1776-1809)
Madison már 1776., vagyis a függetlenség kikiáltásának évétől a virginiai törvényhozásban tevékenykedett. Elvetette a „vallási toleranciát”, helyette a teljesen szabad vallásgyakorlást részesítette előnyben. Virginia állam az ő javaslatára kérte fel a másik tizenkét államot, hogy küldjenek képviselőket a philadelphiai Alkotmányozó Konvencióba (1787). Vezető szerepet játszott a máig is érvényben lévő amerikai alkotmány megszerkesztésében.
Az alkotmány ratifikálása után republikánus ideológiáját fejtette ki több New York-i lapban. Nézete szerint nagy területű államban is létrejöhet köztársaság, cáfolva ezzel kora közkeletű nézetét. Madison szerint az olyan politikai elvek, mint a hatalom megosztása, a törvényhozás korlátjai, a képviseleti kormányzás vagy a független bíróságok a nagy államok számára is lehetővé teszik ezt.
Az 1789-ben megalakult új kongresszus egyik legtekintélyesebb képviselőjeként fontos szerepet játszott az adóügyi törvények, valamint az első tíz alkotmánykiegészítés megalkotásában. Ezek az alkotmánykiegészítések biztosították a sajtó-, gyülekezési-, szólás- és vallásszabadságot az amerikai állampolgároknak. Huszonegy év törvényhozói gyakorlat után, 1791-ben fel akart hagyni a politizálással és visszavonult a családi dohányültetvényre. Levelezett Thomas Jeffersonnal, Republikánus Pártbeli barátjával. A politikától nem tudott eltávolodni és amikor Thomas Jeffersont elnökké választották, felkérte James Madisont a külügyminiszteri feladatok ellátására. 1801-től 1809-ig az elnök jobbkeze volt és Jefferson mindvégig az utódjának tekintette. Segítségével az 1808-as elnökválasztáskor Madison 122 elektori szavazatot kapott, míg kihívói, Charles Cotesworth Pinckney federalista jelölt 47 szavazatot, George Clinton republikánus jelölt 6 elektori szavazatot.

## Elnöki évei (1809-1817)
Az új elnök messze nem volt olyan karizmatikus és erélyes vezető, mint mentora és elődje. Már csak azért is, mert korábbi nézeteihez hűen úgy vélekedett, hogy a törvényhozó szervnek kell kormányozni az országot. Sokáig fontolgatott mindent és ezért kortársai határozatlannak és gyengének tartották. Felesége, Dolley Madison sokkal népszerűbb volt nála és ő tekinthető az első igazi First Ladynek, noha csak 1877-ben vetették papírra először ezt a kifejezést. Elődjéhez hasonlóan Madison is megpróbálta békés eszközökkel rábírni az egymással háborúzó franciákat és briteket az amerikai kereskedelem semlegességének tiszteletben tartására, hogy hagyjanak fel az amerikai hajók zaklatásával. A terv nem járt sikerrel, mert I. Napóleon francia császár cselén megbukott az elképzelés. Eközben északon fellázadtak az indiánok, míg délen a floridaiak fellázadtak a spanyolok ellen és kérték államuk annektálását. Madison úgy érezte, hogy mindent megtett a konfliktusok békés rendezésére, de semmit nem ért el. 1812-ben a kongresszus nyomására hadat üzentek Nagy-Britanniának, holott diplomáciai eszközökkel már sikerült elérni, hogy a brit parlament elfogadjon egy törvényt, amely szerint felhagynak az amerikaiak bojkottjával. A hír azonban késett, és kitört a brit–amerikai háború.
1812-ben újabb elnökválasztás következett, amikor Madison 128 elektori szavazatot kapott, kihívója, a federalisták által támogatott DeWitt Clinton 89-et. Eközben a britek elleni háborúban kevésbé volt sikeres. Hadiflottával nem rendelkezett és csak 6700 katonája állt fegyverben, és eközben az államkassza pedig üres volt. A kisebb győzelmek után jelentős fordulat következett be. Véget ért a Napóleon elleni háború Európában és Nagy-Britannia harcedzett, teljes hadseregét az USA-ra zúdította. New Yorkot ugyan sikerült megvédeni, de 1814. augusztus 24-én az elnöknek menekülnie kellett Washingtonból. Nem sokkal később a britek bevonultak a fővárosba, az összes középületet felgyújtották, így az elnöki rezidenciát is. A város visszafoglalása után csak 1817-re sikerült felújítani az elnöki rezidenciát amit már ez előtt is Fehér Ház-ként emlegettek. A brit-amerikai háború patthelyzettel ért véget a genti békeszerződés értelmében (1814. december 24.).
A háború alatt megerősödött a nemzeti egység, és az európai riválisoktól megszabadított ipar fejlődésnek indult. A republikánusok eközben rájöttek, micsoda jelentőséggel bírnak az adók, az állandó hadsereg és a hadiflotta. Madison elnökségének utolsó két éve békében telt. Megemelkedett a dohány ára, amely által nagyobb jövedelem folyt be. Iparvédelmi vámokat vezettek be és újra létrehozták az Egyesült Államok Bankját 20 év időtartamra. Eközben két állammal bővült az unió: Louisiana (1812) és Indiana (1816) csatlakozott.

## Madison élete az elnöki hivatal után (1817-1836)
Hivatali idejének letelte után James Madison elhagyta Washingtont. Népszerűsége magasabb volt, mint elnöksége kezdetén. Visszahúzódott virginiai birtokára, Montpelier elnevezésű ültetvényére, ahol gazdálkodott és politikai értekezést írt. Segített Thomas Jeffersonnak a Virginia Egyetem megalapításában, amelynek 1826-tól, Jefferson halála után rektora lett.
Az 1830-as évek közepén már csak Madison volt életben az Alapító Atyák közül. Mivel a függetlenség kikiáltásának napján, július 4-én halt meg Adams, Jefferson és Monroe is, egyik barátja arra kérte Madisont, hogy próbálja meghosszabbítani életét a függetlenség 60. évfordulójáig, milyen szép lenne, ha ő is e jeles napon halna meg. Hat nappal korábban, 1836. június 28-án családi birtokán halt meg. Ellentmondásos politikai pályája miatt ragasztották rá Az alkotmány atyja (Father of Constitution) és A nagy kis Madison (The Great Little Madison) neveket.

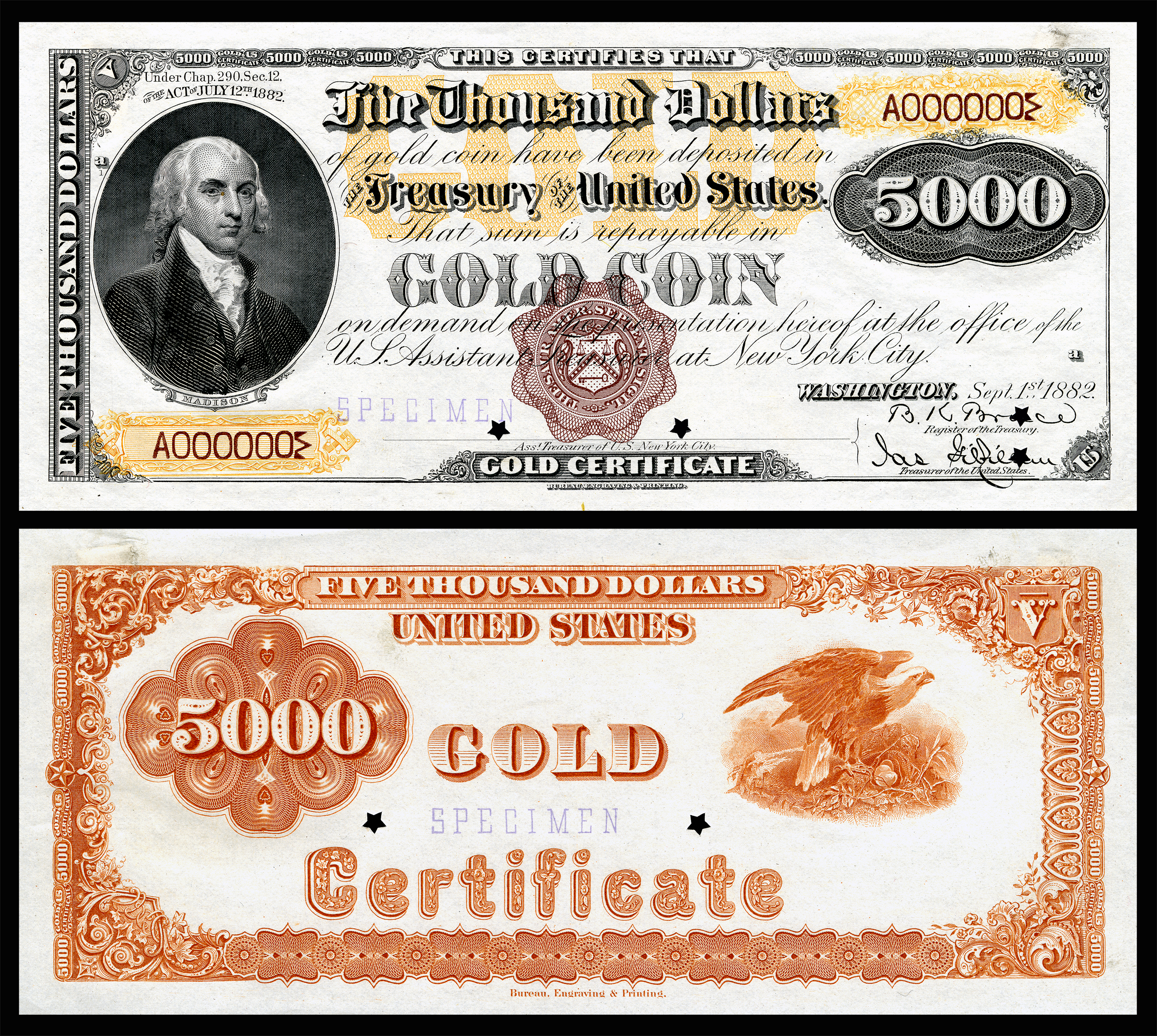
Gold Certificate típusú, 1882-es kibocsátású, aranyérmékre váltható 5000 dolláros államjegy (állami papírpénz) Madison portréjával.
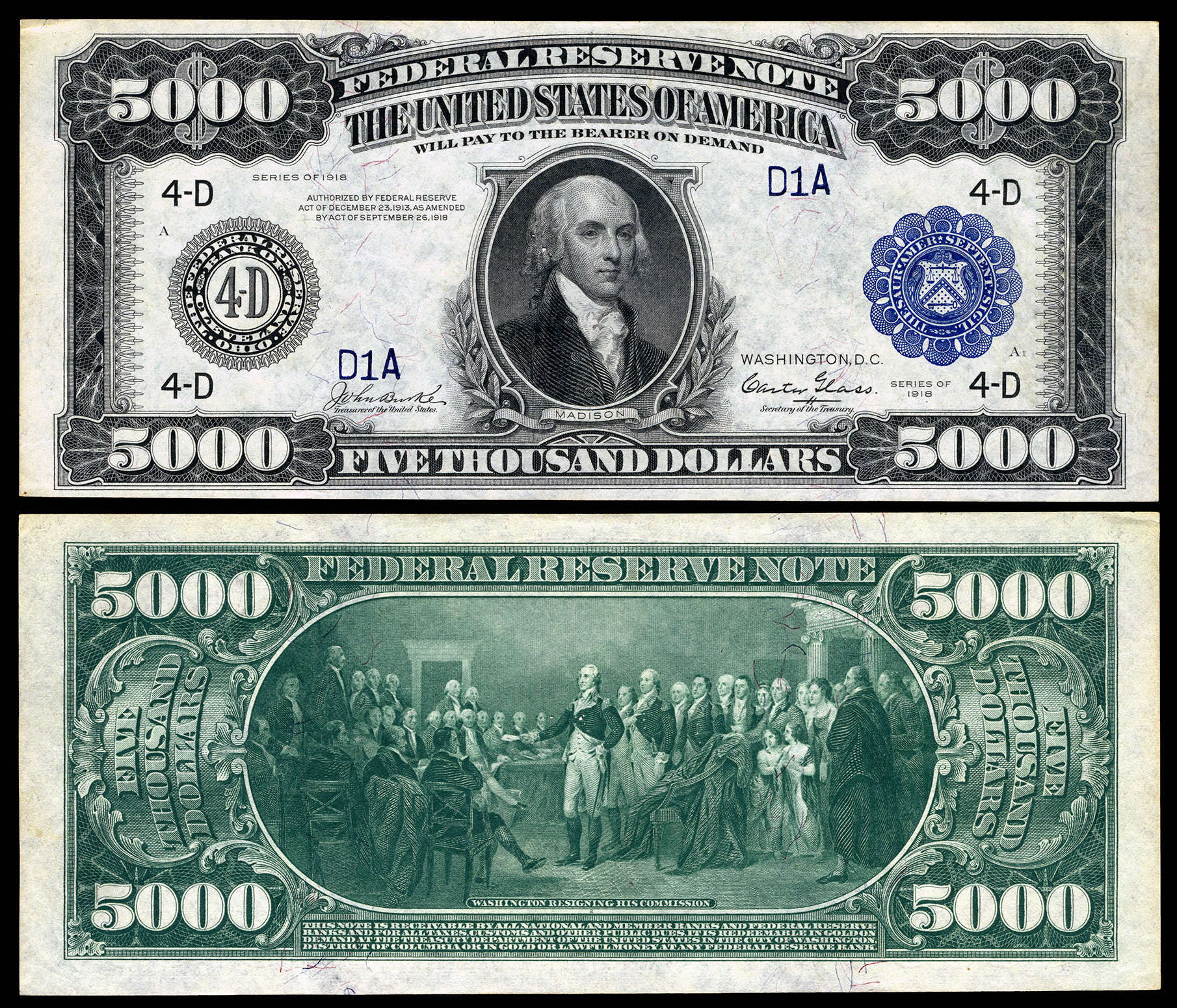
Federal Reserve Note típusú, 1918-as kibocsátású 5000 dolláros bankjegy Madison portréjával.

## Elődök és utódok
| Elődje: Thomas Jefferson | Az Amerikai Egyesült Államok elnöke 1809. március 4. – 1817. március 4. | Utódja: James Monroe |